# Bryobia pyrenaica
Bryobia pyrenaica är en spindeldjursart som beskrevs av Eyndhoven och Vacante 1985. Bryobia pyrenaica ingår i släktet Bryobia och familjen Tetranychidae. Inga underarter finns listade.